# Ѳ
Ѳ, ѳ или Тита е буква от ранната кирилица, произхождаща от гръцката тета (Θ, θ). Използвана е главно за правилното изписване на произлизащи от гръцки език думи и имена. Числовата ѝ стойност възлиза на 9. Тита не присъства в първоначалния състав на глаголицата, но на по-късен етап се среща като  (Ⱚ), въпреки че не ѝ се отрежда числова стойност.
Названието „тита“ (на руски език - „фита“) е свързано със съвременното гръцко произношение на думата θῆτα „[th]ѝта“, където първият звук се отъждествява с английското „thin“ (беззвучна зъбна проходна съгласна). В славянските езици, предаваният от буквата звук се произнася като [t] или [f].
Буквата просъществува в руската азбука до 1918 г., когато се заменя с Ф. Имена като Ѳеодоръ/Ѳёдоръ, производни на гръцкото Θεόδωρος, започват да се изписват като Фёдор/Феодор.
Тита се използва и в румънската кирилица до към 1860 г.
Буквата не трябва да се бърка с някои сходни по вид, но коренно различни по звукова стойност знаци, като например Ө, ө (О с чертичка), чието произношение е [œ], [wʉ].
| Кодиране | Буква                         | Регистър | Код    |
| -------- | ----------------------------- | -------- | ------ |
| Уникод   | Кирилска тита (Ѳ ѳ)           | Главна   | U+0472 |
| Уникод   | Кирилска тита (Ѳ ѳ)           | Малка    | U+0473 |
| Уникод   | Глаголическа тита (Ⱚ ⱚ)       | Главна   | U+2C2A |
| Уникод   | Глаголическа тита (Ⱚ ⱚ)       | Малка    | U+2C5A |
| Уникод   | Гръцка тета (Θ θ)             | Главна   | U+0398 |
| Уникод   | Гръцка тета (Θ θ)             | Малка    | U+03B8 |
| Уникод   | „О“ с чертичка (Ө ө)          | Главна   | U+04E8 |
| Уникод   | „О“ с чертичка (Ө ө)          | Малка    | U+04E9 |
| Уникод   | Латинско „О“ с чертичка (Ɵ ɵ) | Главна   | U+019F |
| Уникод   | Латинско „О“ с чертичка (Ɵ ɵ) | Малка    | U+0275 |